# Józef Gumowski
Józef Gumowski ps „Ziutek” (ur. 15 marca 1916 w Skudzawach, zm. 23 października 1952) – major Armii Krajowej.

## Życiorys
Syn Bolesława i Marianny z Rzeszotarskich. Zamieszkały w Warszawie. W okresie okupacji niemieckiej dowódca grupy specjalnej Kierownictwa Walki Podziemnej, z wyroków sądu specjalnego wykonującej egzekucje na konfidentach Gestapo i zdrajcach narodu polskiego. Współuczestnik zamachu na kata Warszawy Franza Kutscherę, żołnierz Kedywu, uczestnik przejęcia ostatniego kuriera RP w Londynie Jana Nowaka-Jeziorańskiego. Używał ps. „Ziutek”. 
Ujawnił się w kwietniu 1947, niedługo potem aresztowany, oskarżony na podstawie spreparowanych i wymuszonych na świadkach zeznań o zwalczanie ruchu lewicowego. 29 maja 1952 WSR w Warszawie Sr.364/52 pod przewodnictwem ppłk. Mieczysława Widaja skazał go na podstawie art. 1 dekretu z 31 sierpnia 1944 na karę śmierci. Stracony 23 października 1952. Uniewinniony i zrehabilitowany 19 lutego 1957.
Dokładne miejsce pochówku jest nieznane. Grób symboliczny znajduje się na Cmentarzu Wojskowym w Kwaterze „na Łączce”. 